# Municipio de Tatahuicapan de Juárez
El municipio de Tatahuicapan de Juárez se encuentra en el estado mexicano de Veracruz, es uno de los 212 municipios de la entidad y tiene su ubicación en la zona centro, región Olmeca del Estado. Sus coordenadas son 18° 15’ latitud norte, longitud oeste de 94° 46’ y cuenta con una altura de 140 m s. n. m..
El municipio lo conforman 23 localidades en las cuales habitan 12.350 personas.

## Límites
Tiene límites administrativos con los siguientes municipios y/o accidentes geográficos, según su ubicación:
| Noroeste: Mecayapan       | Norte: Golfo de México |                                |
| Oeste: Catemaco, Soteapan |                        | Este: Golfo de México, Pajapan |
|                           | Sur: Mecayapan         | Sureste: Pajapan               |

## Clima
El clima de este municipio es cálido-regular, con una temperatura de 24.3 °C, lluvias en el verano y a principios del otoño.

## Cultura
Tatahuicapan de Juárez celebra el 21 de marzo la creación de Tatahuicapan de Juárez como municipio y así mismo 21 al 25 de ese mismo mes, festeja al Santo Patrón San Gabriel y del 13 al 16 de mayo a San Isidro, en estas celebraciones se hacen fiestas religiosas y tradicionales.